# Josi Sarid

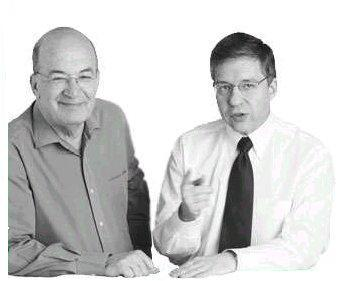
Josi Sarid (z lewej) i Josi Belin

Josi Sarid (hebr. יוסי שריד, ur. 24 listopada 1940 w Rechowot, zm. 4 grudnia 2015) – izraelski dziennikarz i polityk lewicowy, minister środowiska (1992–1996) i edukacji (1999–2000), wieloletni poseł do Knesetu .

## Życiorys
Urodził się 24 listopada 1940 w Rechowot w ówczesnym Mandacie Palestyny.
Ukończył nauki polityczne w New School for Social Research w Nowym Jorku. Przed rozpoczęciem kariery politycznym był dziennikarzem. Ciągle pisał cotygodniowe felietony dla dziennika Ha-Arec. Od 2003 Sarid tworzył także poezję.

### Kariera polityczna
Był doradcą prasowym premiera Lewiego Eszkola. Po raz pierwszy wszedł do Knesetu w 1973 roku z listy Partii Pracy. W 1984 roku, gdy Partia Pracy weszła w skład tzw. „Wielkiej Koalicji” i z Likudem, Sarid opuścił szeregi partii i przeszedł do ugrupowania Ratz, pod przewodnictwem Szulammit Alloni. W 1992 roku Ratz połączyła się z i Mapam oraz Szinui Amnona Rubinsteina w wyniku czego powstał Merec. W czasie wyborów w 1992 roku nowe ugrupowanie zdobyło 12 miejsc w parlamencie i weszło do koalicji rządowej premiera Icchaka Rabina, a Sarid został ministrem środowiska. W 1996 Sarid zastąpił Aloni na stanowisku lidera Merecu, od tego czasu narastała pomiędzy nimi niechęć.
W wyborach w 1999 Merec otrzymał 10 mandatów, zaś Sarid wygłosił płomienne przemówienie, w którym odrzucił możliwość zasiadania w rządzie z ortodoksyjnym Szasem. Za namową premiera Ehuda Baraka Merec wszedł do koalicji rządowej, a Sarid otrzymał tekę ministra edukacji.
W 2000 zrezygnował ze stanowiska, a Merec wyszedł z rządu po tym, jak nie zgodził się na oddanie partii Szas stanowiska wiceministra edukacji.
W wyborach w 2003 roku Merec otrzymał tylko 6 miejsc w Knesecie, a kilku jego prominentnych członków z Josim Belinem na czele nie zdobyło mandatów poselskich. Z powodu tej porażki Sarid zrezygnował z funkcji przewodniczącego, pozostając aktywnym członkiem Knesetu, m.in. zasiadając w komisji bezpieczeństwa i spraw zagranicznych.
W 2004 roku powstał Merec-Jachad, której przewodniczącym został Beilin. W kolejnych wyborach Sarid nie startował, Merec-Jachad zdobyło zaledwie 5 mandatów.
Zmarł 4 grudnia 2015 na zawał serca. Został pochowany 6 grudnia 2015 w kibucu En ha-Szelosza.

## Życie prywatne
Był żonaty z Dorit, mieli troje dzieci.